# Ла-Вержен
Ла-Верже́н (фр. La Vergenne) — коммуна во Франции, находится в регионе Франш-Конте. Департамент — Верхняя Сона. Входит в состав кантона Виллерсексель. Округ коммуны — Люр.
Код INSEE коммуны — 70544.

## География
Коммуна расположена приблизительно в 340 км к юго-востоку от Парижа, в 60 км северо-восточнее Безансона, в 28 км к востоку от Везуля.
На юго-востоке коммуны протекает река Роньон.

## Население
Население коммуны на 2010 год составляло 116 человек.
| 1962 | 1968 | 1975 | 1982 | 1990 | 1999 | 2010 |
| ---- | ---- | ---- | ---- | ---- | ---- | ---- |
| 73   | 97   | 94   | 99   | 94   | 83   | 116  |

## Администрация
| Период | Период | Фамилия     | Партия | Примечания |
| ------ | ------ | ----------- | ------ | ---------- |
| 2001   | 2004   | Пьер Морель |        |            |
| 2004   | 2014   | Моник Болор |        |            |

## Экономика

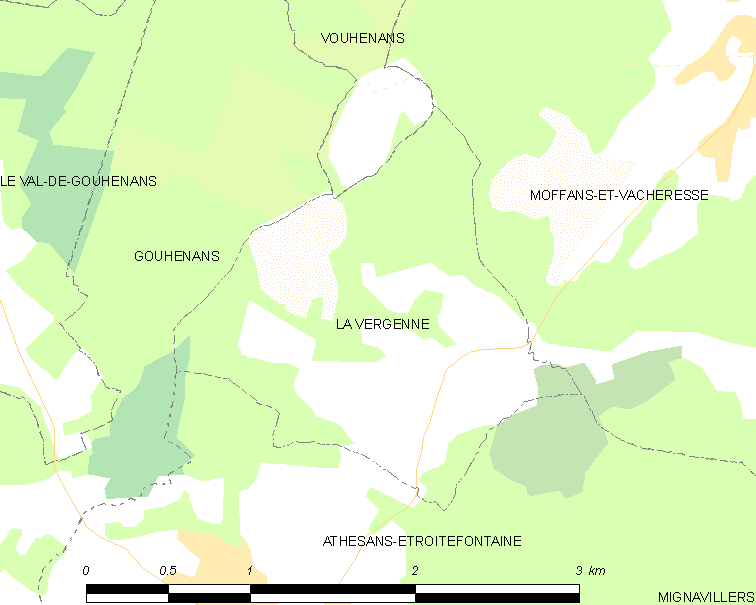
Карта коммуны

В 2010 году среди 70 человек трудоспособного возраста (15—64 лет) 56 были экономически активными, 14 — неактивными (показатель активности — 80,0 %, в 1999 году было 54,2 %). Из 56 активных жителей работали 47 человек (28 мужчин и 19 женщин), безработных было 9 (5 мужчин и 4 женщины). Среди 14 неактивных 3 человека были учениками или студентами, 5 — пенсионерами, 6 были неактивными по другим причинам.